# Нарти, Феликс
Феликс Нарти — ганский социальный предприниматель и открытый адвокат, которого в августе 2017 года соучредитель Википедии Джимми Уэйлс на Викимании объявил Викимедийцем года . Феликс является главой и соучредителем Creative Commons Ghana, а также соучредителем Open Foundation West Africa.

## Ранние годы
Феликс Нарти родился в городе Тема в Гане . Окончил среднюю школу Папы Иоанна в 2008 году и Центральный университет со степенью бакалавра. в банковском деле и финансах в 2013 году, а с 2017 года работал на MBA из Университета прикладных наук Анхальт . Во время учёбы в Центральном университете он был назначен послом Google Student, что пробудило в нём интерес к технологиям.

## Карьера
После получения первой степени он стал банкиром и стал добровольцем на других должностях. Нарти был менеджером сообщества Викимедиа Гана. Позже он стал соучредителем Open Foundation West Africa, некоммерческой организации, целью которой является поощрение создания контента под открытыми лицензиями .
По состоянию на август 2017 года Нарти работал в качестве глобального координатора библиотеки Википедии в Фонде Викимедиа . Он также является членом временного Совета Creative Commons Глобальной сети.

## Вклад в открытое движение

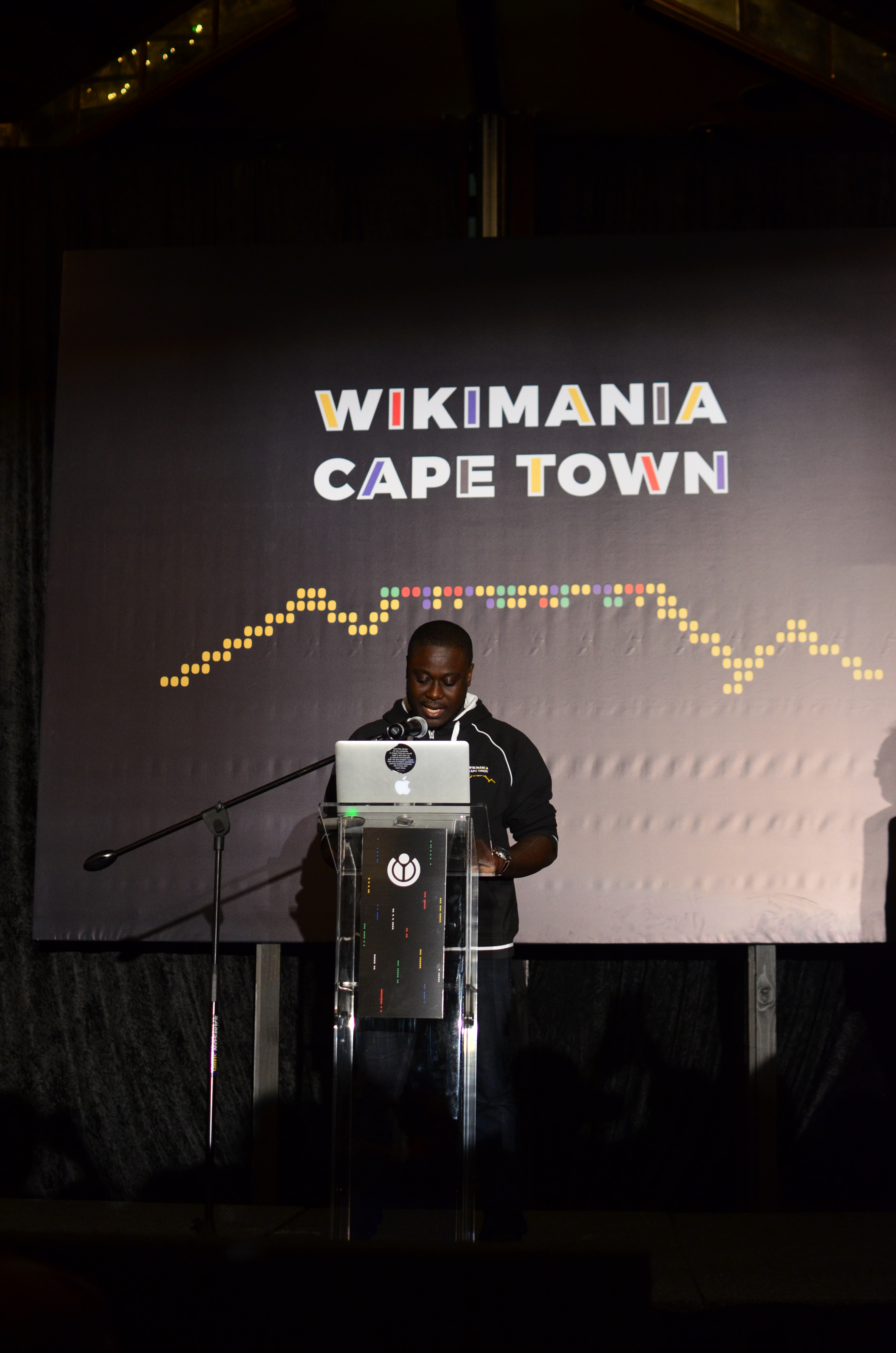
Феликс Нарти произносит заключительную речь на Wikimania 2018

Нарти присоединился к движению Викимедиа в 2012 году. Он добавляет контент о своей родной стране, Гане, и возглавляет несколько инициатив, направленных на повышение важности редактирования Википедии, включая мероприятия GLAM, образовательную программу Википедии, мероприятия, направленные на преодоление гендерного разрыва, и Библиотеку Википедии.
Нартин был членом Консультативной группы по переходу к стратегии глобальной сети Creative Commons и членом Редакционного комитета по стратегии движения Викимедиа. Он также был членом основной команды Firefox Africa Group.
В своем посвящении «Википедист года» Джимми Уэльс упомянул, что Нарти сыграл ведущую роль в организации 2-й конференции Wiki Indaba 2017 в Аккре, а также сыграл решающую роль в создании местных сообществ в Африке.